# ヨーゼフ・ミュリー
ヨーゼフ・ミュリー（オランダ語: Jozef Mullie、または「ヨス・ミュリー」オランダ語: Jos Mullie、1886年2月14日 – 1976年7月14日) は、ベルギーの淳心会司祭で、中国学者。
中国名は「閔宣化」(Mǐn Xuānhuà)。中国語（口語・文語）の研究と遼の研究で知られる。

## 生涯
1886年、ウェスト＝フランデレン州のシント・デニス(Sint-Denijs)に生まれた。1903年に淳心会に入り、1909年に内蒙古に派遣された。1911年から赤峰県の淳心会が開いた学校で教えることになり、この時に中国語を研究した。また、内蒙古滞在時に遼の聖宗・興宗・道宗の陵墓（慶陵）を発見した。これは遼王朝に関する最初の重要な考古学的発見であった。
1926年、熱河省承徳に移った。1931年にベルギーに帰国した後は、中国へ渡って伝道を行う宣教師のための語学学校で語学教育にあたった。1939年、ユトレヒト大学の中国語中国文学の教授の職についた。

## 主な著作
- “Les anciennes villes de l'empire des grands Leao au royaume Mongol de Bārin”. T'oung Pao 21:  105-231. (1922).
- “Les sépultures de K'ing des Leao”. T'oung Pao 30:  1-25. (1933).

ミュリーが内モンゴルで発見した遼の遺跡に関する報告。
- Het Chineesch taaleigen. 北平: Drukkerij der Lazaristen. (1930,1931,1932)

オランダ語で書かれた3冊本の中国語（熱河方言、ほぼ北京語に同じ）の文法書。
- The Structural Principles of the Chinese Language. 北平: Pei-t'ang Lazarist Press. (1932,1937)

上記の本の英訳。
- “Le mot-particule TCHE”. T'oung Pao 36:  181-400. (1942).

「之」に関する長大な論文。
- Grondbeginselen van de Chinese letterkundige taal. Leuven. (1947-1950)

オランダ語で書かれた3冊からなる中国語文語文法の概説書。